# Onobrychis vassilczenkoi
Onobrychis vassilczenkoi är en ärtväxtart som beskrevs av Aleksandr Alfonsovitj Grossgejm. Onobrychis vassilczenkoi ingår i släktet esparsetter, och familjen ärtväxter. Inga underarter finns listade i Catalogue of Life.